# Língua bantawa
A língua Bantawa está em processo de extinção. É um idioma Tibeto-Birmanês, membro das Kiranti, falada nas colina do Himalaia do leste do Nepal pelos Rai. Mesmo com a informação de Ethnologue de mais de 300 mil falantes, estimativas menos otimistas indicam algo entre 20 e 60 mil falantes, pois muitos dos Raí vêm adotando cada vez mais a Língua nepali.

## Geografia
No Nepal a língua é falada na zona Koshi nos distritos de Morang, Dhankuta, Bhojpur, Sunsari, Sankhuwasawa; na zona Sagarmatha nos distritos de Khotang, Udayapur; na zona Mechi em Jhapa, Panchthar; Amchoke em Limbuwan, especialmente no distrito de Ilam. A patria mãe é nas colinas do leste, mas houve migrações para Terai e também, para o Butão.

## Outros nomes
A língua Bantawa é também conhecida como Bantaba, Bantawa Dum, Bantawa Rai, Bantawa Yong, Bantawa Yüng, Bontawa, Kiranti.

## Falantes
São 371 mil no Nepal (Censo 2001), mas menos de 5¢ são monolinguais na mesma. Nos demais países (Butão e Índia haveria mais uns 20 mil falantes. A língua Bantawa é falada principalmente por agricultores e pessoas que trabalham com pastoreio, suas religiões são o Hinduísmo, Cristianismo e crenças tradicionais. São falantes em todas faixas de idade, embora os mais jovens prefiram usartambém o Nepali. Ex-soldados usam a língua hindi.
É língua franca entre as minorias Raí na região do Himalaia, na Índia (Limbuwan, Sikkim) e no Butão). Isso se verifica em Lambichong, Mugu, and Chhintange (Cf. Bradley 1996). Grande parte dos falantes se localiza em Bhojpur, Dharan and Dhankuta. Em Bhojpur, 54% dos que a têm como segunda língua já são alfabetizados.
O Bantawa é ensinada em algumas escolas de primeiro grau (1º ao 5º ano)]]. Já existem filmes, gramáticas e dicionários escritos na língua, a qual usa a escrita Devanagari e também a Raí Kirai.

## Gramática
A língua apresenta sentenças do tipo Sujeito-Objeto Verbo, sempre, mesmo que sejam interrogativas; os numerais, genitivos e adjetivos vão antes da palavra referida; Perguntas e exclamações são marcadas por ligeira entonação;  afixos indicam o caso gramatical em frases nominais; os afixos verbais indicam caso gramatical, bem como Pessoa, Número e (obrigatoriamente) o Objeto da frase. A palavra Nepali ‘bhanda’ marca as comparações; É uma língua ergativa.
As sílabas podem ser CV, CVC, CVCC; a língua não é tonal;

## Dialetos
- Norte Bantawa (Dilpali)

Norte Subdialetos: Rungchenbung e Yangma
- Sul Bantawa (Chewali, Okhreli, Hatuwali, Hangkhim)

Similares Sul e Norte – são agrupados como  'Intermediários Bantawa'.
- Lesten Bantawa (Dhankuta)

. São os dialetos mais divergentes e mais relacionados com a língua Dungmali. Também se relacionam com as línguas Puma, Sampang e Chhintange.
- Oeste Bantawa (Amchoke, Amchauke)

Dialetos Amchauckes: Sorung e Saharaja
- Wana Bantawa (ou o próprio Bantawa), falado pela subcasta Bantawa

### Externas
- «Bantawa: observations of a threatened language»
- «Bantawa em Omniglot.com - Escrita Kirat-Rai»
- «Escrita Kirat Rai»
- «Estudo Dinamarca – Bantawa» (PDF)
- «Bantawa em Ethnologue»